# Georges Seurat
Georges-Pierre Seurat (2. prosinca 1859. – 29. ožujka 1891.) je francuski slikar, najznačajniji predstavnik poentilizma, kojeg je osobno više volio zvati divizionizmom. Njegova najznačajnija slika, Nedjeljno poslijepodne na otoku La Grande Jatte, ubraja se među najznačajnije slike 19. stoljeća. Herbert Read ga naziva Pierom della Francescom modernog pokreta.

## Život
Georges-Pierre Seurat je rođen 2. prosinca 1859. u Parizu u dobrostojećoj obitelji. Njegov otac, Antoine Chrysostom Seurat, bio je pravni službenik iz Champagnea, a majka Ernestine Faivre bila je rođena Parižanka. Seurat se prvo školovao za kipara, a u Školi lijepih umjetnosti je studirao od 1878. do 1879. Godinu dana je bio u vojsci u Brestu, a onda se vraća u Pariz. Posvetio se usavršavanju crtanja crno-bijelom tehnikom. Tijekom 1883. naslikao je svoju prvu značajnu sliku – Kupači kod Asnièresa.
Pošto je njegova slika odbijena za izlaganje na Pariškom Salonu, okrenuo se prema neovisnim umjetnicima. Zajedno s drugim neovisnim umetnicima 1884. osniva Salon neovisnih umjetnika. Tu se sprijateljio s Paulom Signacom, s kojim je dijelio iste ideje o poentilizmu. Tijekom ljeta 1884. započinje rad na svom najznačajnijem djelu – Nedjeljno poslijepodne na otoku La Grande Jatte, koje je dovršio 1886.
Kasnije se preselio u mirniji atelje, gdje je tajno živio s mladim modelom Madeleine Knobloch. S njom je 1890. dobio i sina. Dva dana prije smrti, Seurat svoje roditelje upoznaje sa svojom obitelji. Nedugo nakon Seuratove smrti, Madeleine rađa njihovo drugo dijete. Georges Seurat umire 29. ožujka 1891. Uzrok njegove smrti i danas je nepoznat, no pretpostavlja se da je preminuo od posljedica meningitisa, pneumonije, upale krajnika i/ili difterije. Njegov posljednji ambiciozni rad, Cirkus, ostao je nedovršen.

## Djelo
U svom kratkom životu Seurat je kombinirao Cézanneovo zanimanje za volumen i strukturu s impresionističkim temama. Pokušao je emotivnu subjektivnost vizualnog procesa zamijeniti znanstvenom objektivnošću zasnovanom na optičkim zakonima. Tijekom 19. stoljeća, mnogi su stručnjaci pisali o osjetilima vida, a posebno boje. Jedan od njih bio je i Michel Eugène Chevreul, francuski kemičar, koji je restaurirao stare tapiserije. Otkrio je da dvije boje jedna kraj druge daju utisak neke treće boje, kada se gleda s udaljenosti. To otkriće je bilo izrazito važno za impresioniste. Seurat je koristio znanstvene teorije Hermanna Helmnoltza i Edwarda Rooda koji su dalje razvili optička otkrića Eugènea Chevreula. Rastavljajući lokalne tonove na osnovne čiste boje koje je na platno nanosio u obliku točkica, crtica ili sitnih mrlja, po principu komplementarnosti. Gledane iz daljine, boje postavljene jedna do druge spajaju se u čvrsti lik u oku promatrača (tzv. "optičko miješanje boja"). Seuratove eksperimente podržavao je kritičar Félix Fénéon koji je obrazlagao znanstvene i metodološke temelje ovog načina slikanja i koji mu je skovao ime neoimpresionizam kako bi ga opisao. Seurat je sam svoju tehniku slikanja zvao “divizionizam”, ali je najpoznatija kao "poentilizam".
Seurat je osim toga vjerovao da se boje mogu koristiti da se postigne harmonija i emocija u umjetnosti. Na sličan način kako glazbenici koriste varijacije zvuka i tempa da bi stvorili harmoniju. Veselje na slikama postiže dominacijom svijetlih tonova i toplih boja, te linija usmjerenih prema gore. Mir se postiže balansom svjetla i tame i toplih i hladnih boja, a linije trebaju biti horizontalne. Žalost se postiže korištenjem tamnih tonova, hladnih boja i linija usmjerenih prema dolje.
Najslavnija djela su mu:
- Kupači na Asnièresu (1883. – 1884.)
- Nedjeljno popodne na otoku Grande Jatte (1884. – 1886.)
- Cirkuska parada (1887. – 1888.)
- Cirkus (1891.)

Njegovi najdosljedniji sljedbenici bili su u Francuskoj Paul Signac, u Italiji Giovanni Segantini i u Belgiji Henry van de Velde.

## Poveznice
- Poentilizam

## Vanjske poveznice
- Georges Seurat na thinglink.com
- Georges Seurat – život, stil i djela na artble.com (engl.)